# 民主遗址
民主遗址，位于中国吉林省长白县长白镇民主村，为一个省级文物保护单位，类型为古遗址，公布时间为1999年2月26日。该文物保护单位由长白县文管所管理。
民主遗址的历史年代为新石器时代。